# Grup cultivar
Grup cultivar, en anglès: cultivar group en les plantes cultivades és una categoria de classificació formal sota el International Code of Nomenclature for Cultivated Plants (ICNCP): 
ICNCP Art. 3.1: "una categoria formal per unir cultivars, de plantes individuals o unir plantes sobre la base de similitud definida."
El terme "Grup" (amb la G en majúscula) es va introduir el 2004 al ICNCP, substituint el terme de "Cultivar-group" de 1995 al ICNCP.
Un Grup està unit per alguna característica comuna; per exemple hi ha un Grup de cultivars que floreixen amb les flors grogues, un Grup amb les fulles variegades, un grup resistent a una malaltia particular, etc. Un cultivar pot pertànyer a més d'un Grup.
Un altre motiu per designar un Grup és quan plantes ben conegudes perden el seu estatus taxonòmic (per exemple passa a ser un sinònim). El seu epítet botànic pot ser retingut en un epítet de grup ("Group epithet"). Per exemple, Tetradium hupehense de vegades es veu com formant part de Tetradium daniellii, i les plantes en qüestió poden ser referides com el Grup Hupehense de Tetradium daniellii.
Com pels cultivars, cadascuna de les paraules de l'epítet van en majúscula (Art. 20.3).